# Otakar Štěrba
Otakar Štěrba (18. listopadu 1933 – 2. března 2017) byl český ekolog, cestovatel, spisovatel, dokumentarista, vodák a horolezec. 

## Život
Vystudoval zoologii na Přírodovědecké fakultě Masarykovy univerzity v Brně. V roce 1991 byl jmenován prvním profesorem ekologie. Založil Katedru ekologie a zavedl odborné studium Ochrana životního prostředí na Přírodovědecké fakultě Univerzity Palackého. V letech 1990–1994 byl děkanem Přírodovědecké fakulty. 
Účastnil se prvosjezdů horských řek a horolezeckých expedicí. Se svou ženou Dinou – českou horolezkyní slovenského původu – založili projekt české Nemocnice v Pákistánu, o které natočili také dokument.
Za rok 2002 obdržel Cenu města Olomouce v oblasti přírodní vědy.

## Filmové dokumenty
- 1980: Velká řeka
- 1981: Velké krajinné ekosystémy; režie Otakar Štěrba, hlavní cena na festivalu Ekofilm v Ostravě
- 1985: Československé ženy v Himálaji
- 1985: Přelidněné Himálaje
- 2002: Ekosystémy říční krajiny; režie Otakar Štěrba, 98 minut, dokument
- 2002: Příběhy z ostrovních říší Tichomoří
- 2008: Nemocnice na konci světa; režie Otakar Štěrba, 25 minut
- 2008: Smrt Fuerteventury
- 2009: Ganga; režie Otakar Štěrba
- 2013: Řeky Otakara Štěrby; režie: Ladislav Moulis, 27 minut